# Малеєв Володимир Михайлович
Володимир Михайлович Малеєв (2 березня 1929, місто Кривий Ріг, тепер Дніпропетровської області — ?) — український радянський діяч, залізничник, машиніст електровоза локомотивного депо станції Знам'янка Кіровоградської області. Депутат Верховної Ради СРСР 6—8-го скликань.

## Життєпис
Народився в родині робітника. У 1946 році закінчив Знам'янське залізничне училище № 1 Кіровоградської області.
У 1946—1950 роках — слюсар, кочегар поїзда, помічник машиніста паровозного депо станції Долинська Кіровоградської області.
У 1950—1955 роках — служба в Радянській армії.
У 1957 році закінчив курси машиністів паровозів. Після закінчення курсів працював помічником машиніста паровозного депо станції Долинська.
У 1957—1962 роках — машиніст паровозного депо станції Знам'янка Кіровоградської області.
Член КПРС з 1962 року.
З 1962 року — машиніст електровоза локомотивного депо станції Знам'янка Одесько-Кишинівської залізниці Кіровоградської області.
Освіта середня спеціальна. У 1969 році закінчив Одеський технікум залізничного транспорту, здобув спеціальність техніка-механіка електровозного господарства.
Потім — на пенсії в місті Знам'янці Кіровоградської області.

## Нагороди
- орден Леніна
- медаль «За доблесну працю. В ознаменування 100-річчя з дня народження Володимира Ілліча Леніна» (1970)
- медалі